# Lago dell'Albigna
Il lago dell'Albigna è un lago artificiale situato in Svizzera nel comune di Bregaglia nel canton Grigioni. Il lago è posto ad un'altezza di circa 2150 metri sul livello del mare ma la sua altezza varia notevolmente durante l'anno in quanto esso viene svuotato quasi completamente durante i mesi invernali e riempito con l'arrivo del caldo sfruttando le piogge e lo scioglimento naturale del ghiacciaio soprastante. La sua acqua viene utilizzata dalle centrali di Löbbia e poi di Castasegna per produrre energia elettrica, sfruttando un salto di oltre 700m per ogni centrale.
Per raggiungerlo si può prendere una funivia (aperta solo nei mesi estivi) che da Pranzaira porta fino alla diga, oppure seguire un sentiero che conduce al lago in circa 3 ore, partendo sempre da Pranzaira. A est del lago, più in alto di circa 200 m, è presente il Rifugio Albigna, raggiungibile in circa 45 minuti di cammino dalla diga.

## Storia
Il lago come lo conosciamo oggi esiste dalla costruzione della diga dell'Albigna che fu terminata nel 1959
Durante la primavera 2015 il lago è stato svuotato completamente per la prima volta per lavori di manutenzione sul fondo della diga. Durante l'anno 2015/2016 verrà anche costruita una nuova teleferica per portare alla diga

## Galleria d'immagini

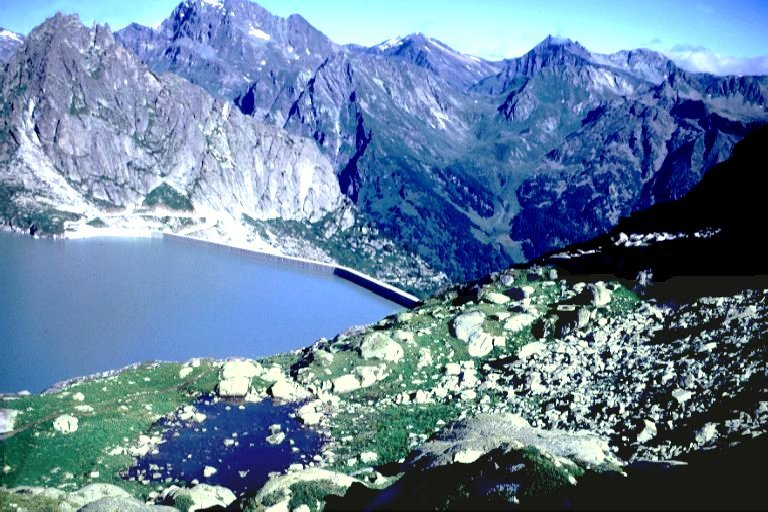
Il lago completamente riempito
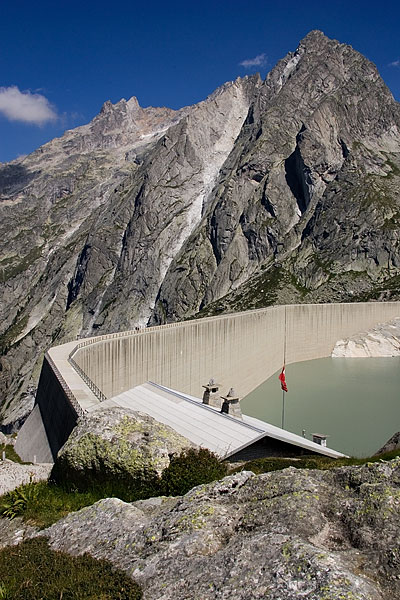
La diga con il lago in parte svuotato
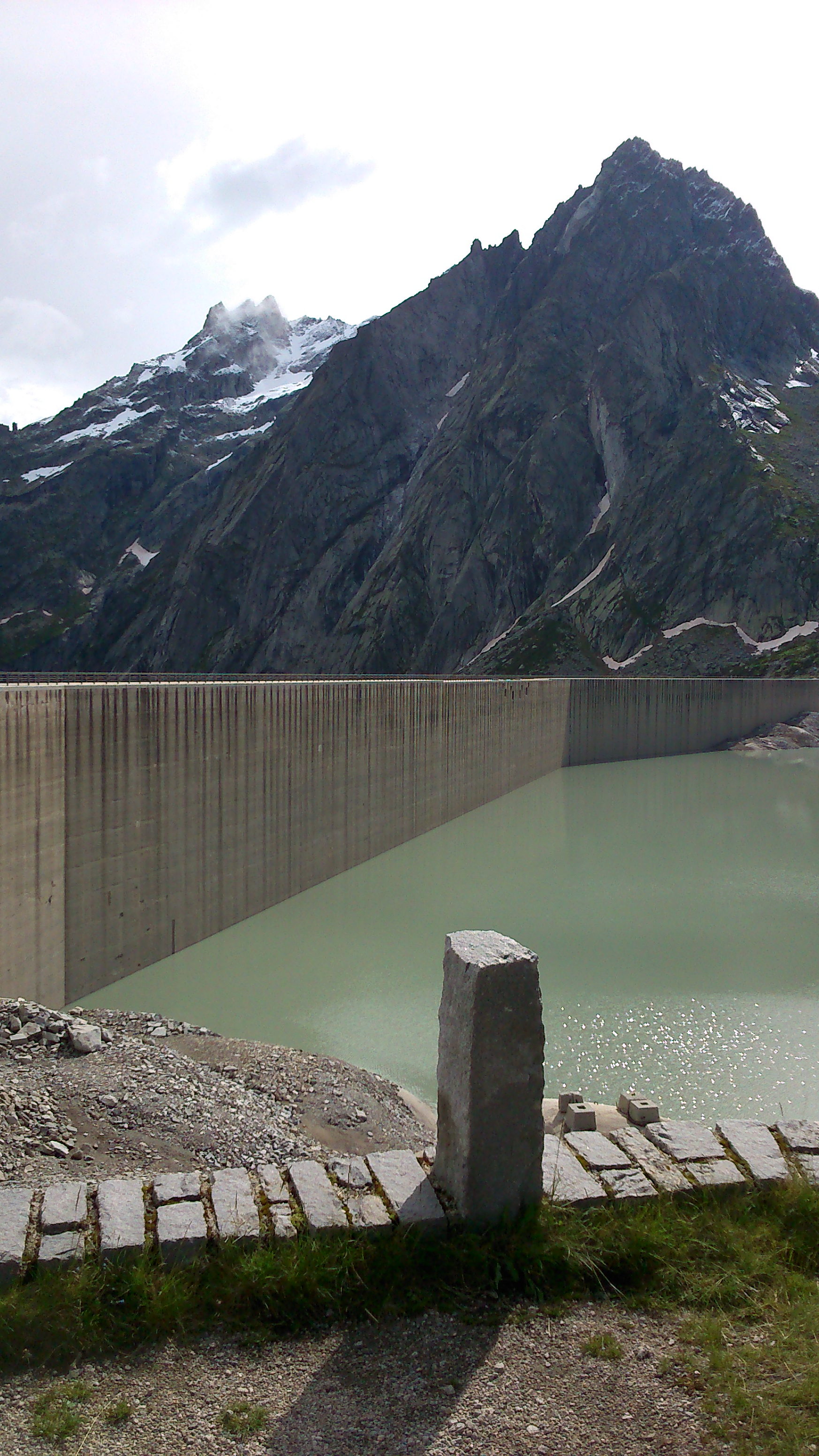
Vista dal lato ovest della diga
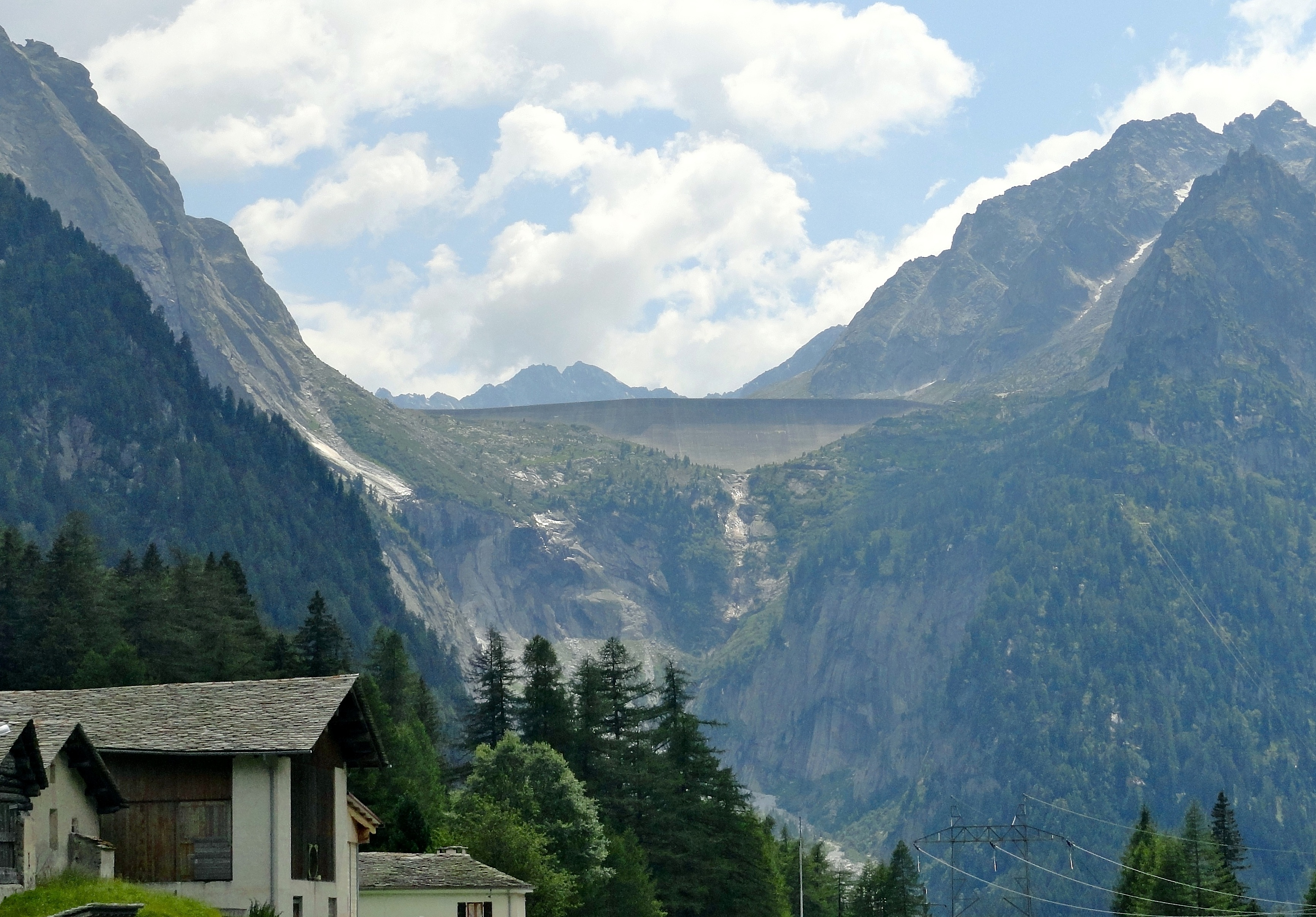
Vista della diga dal piano di Casaccia
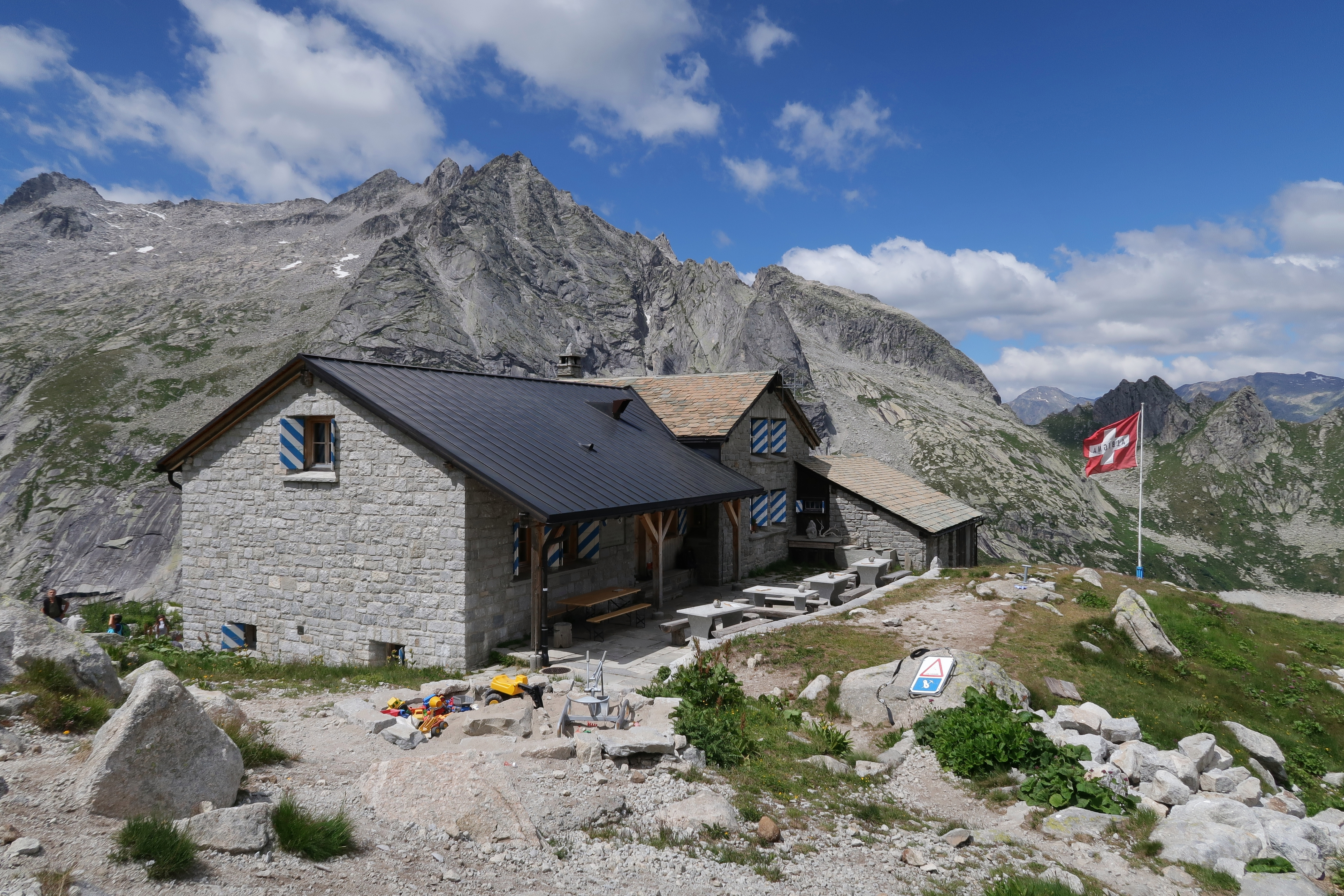
Il Rifugio Albigna